# Egge (Landtechnik)

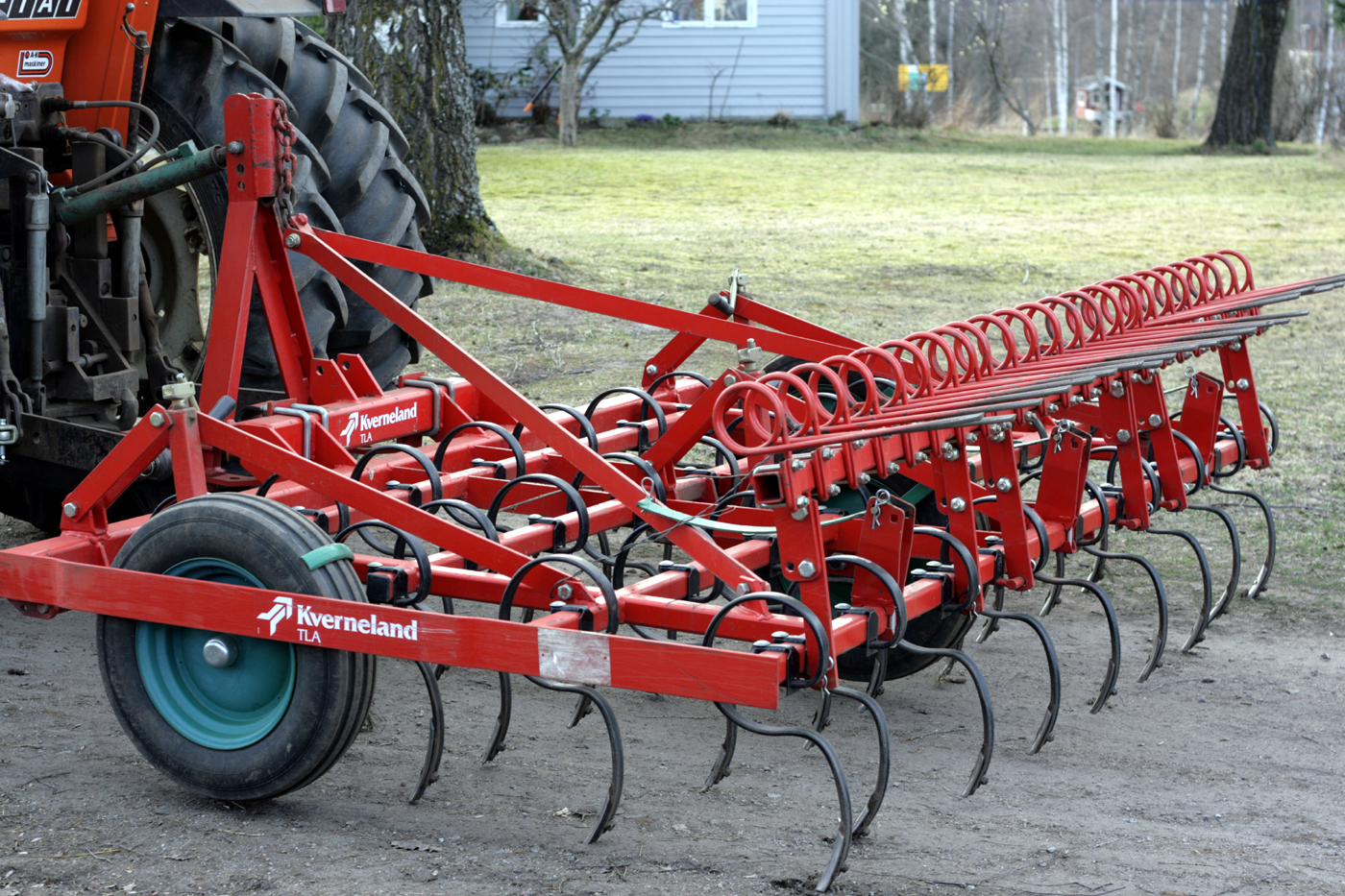
Federzinkenegge

Eine Egge ist ein landwirtschaftliches Bodenbearbeitungsgerät mit Zinken oder Scheiben, die durch den Boden bewegt werden. Sie wird eingesetzt, um die obere Bodenschicht zu lockern, Erdschollen zu zerkleinern, eine gute Krümelung für die Saatbettbereitung herzustellen und um Unkraut zu bekämpfen. Nach der Breitsaat dient die Egge zur Einarbeitung des Saatgutes. Eggen können mehr oder weniger scharf in den Boden eingreifen. Sehr leichte Eggen nennt man auch Striegel, tiefer arbeitende Eggen können auch schon als Grubber bezeichnet werden.

## Bedeutung

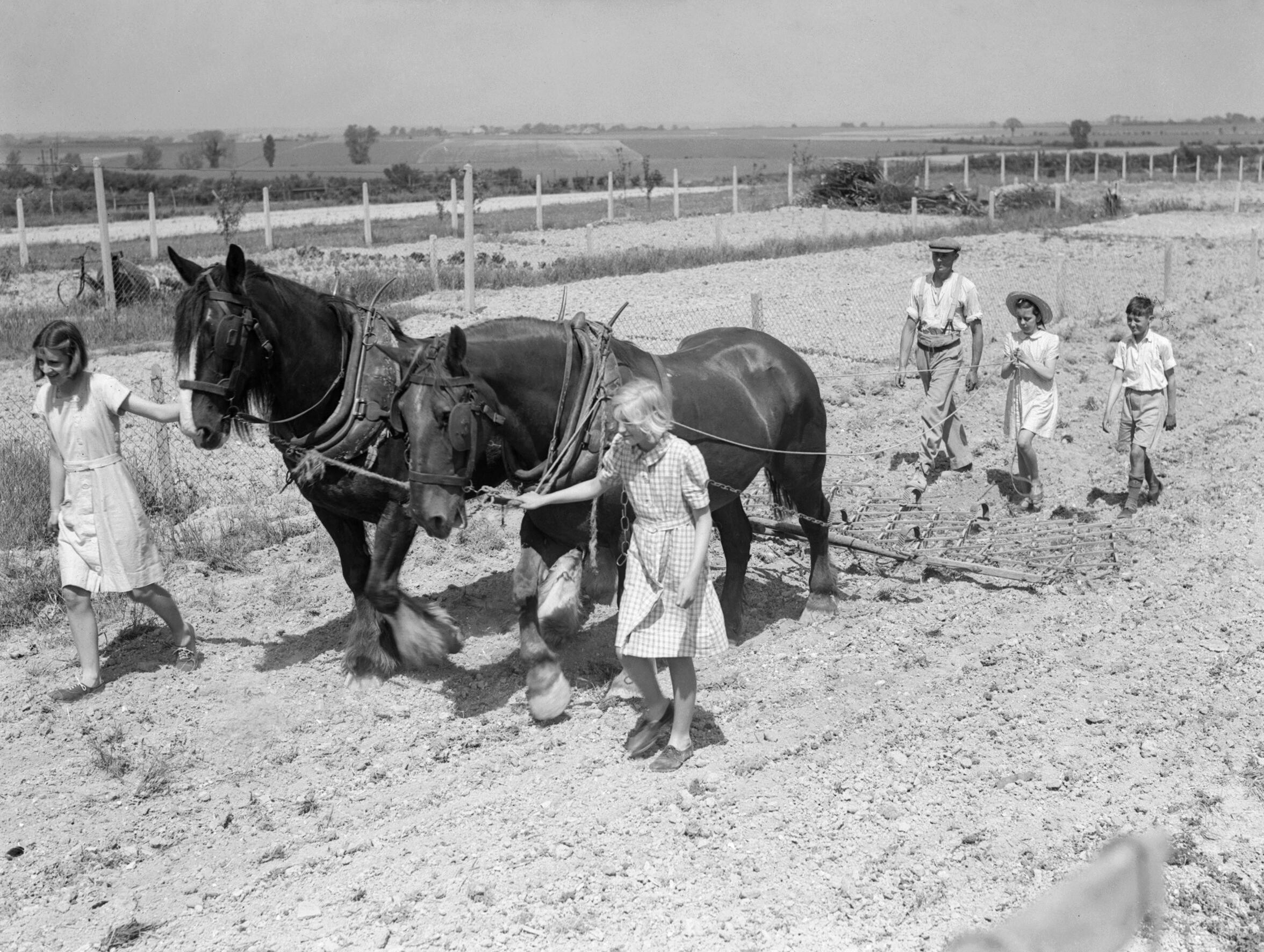
Eggen mit Pferden zu Kriegszeiten, England, 1942

Ursprünglich bestand die Egge aus einem Zinkengerüst, zuerst aus Holz, später ausschließlich aus Stahl.
Die Wortsilbe egg hat den gleichen Ursprung wie das lateinische acer für ‚scharf, schneidend‘.
Manche Eggen können aufgrund einer großen Zinkenzahl einen relativ feinen Bodenzustand erzeugen. Andere schwere Typen können auch zum Stoppelsturz bzw. zur pfluglosen Bodenbearbeitung eingesetzt werden.
Die Egge kann aber auch zur Unkrautbekämpfung oder Einebnung von Ackerunebenheiten verwendet werden. Durch die Lockerung und Krümelung der oberen Bodenschicht werden zugleich die Bodenkapillaren gebrochen und damit die Verdunstung der Bodenfeuchtigkeit vermindert.

## Eggen nach Typ
Für die verschiedenen Einsatzgebiete besteht eine große Auswahl von Eggentypen. Neben den traditionellen Zinkeneggen sind Eggen mit und ohne Antrieb im Einsatz.
Eggen ohne Antrieb, also gezogene bzw. über den Boden angetriebene Eggen, werden unterteilt in Zinkeneggen und Scheibeneggen. Die Scheibenegge, auch Telleregge genannt, ist eine Sonderform. Zu den Scheibeneggen gehört auch die Spatenrollegge.
Mit der Zapfwelle angetrieben werden unter anderem die Kreiselegge oder Kreiselgrubber sowie die Rüttelegge. Moderne, angetriebene Eggen haben in der Regel eine direkt montierte Walze als Abstützung, mit Tiefenführung und zur Rückverfestigung des Bodens.

### Zinkenegge
Die Zinkeneggen unterteilen sich in Eggen mit starren Zinken und die Federzinkenegge/Federzahnegge (auch Kultivatoren oder Saatbeetkombinationen genannt). Sonderformen sind Löffelegge, Netzegge, Taumelegge und Wiesenegge.

### Netzegge
Die Netzegge (auch Striegel genannt) besteht aus einem netzartigen Drahtgeflecht, in dem die Zinken, ebenfalls aus Draht, befestigt sind. Diese Eggenart ist besonders beweglich und passt sich daher jeder Bodenunebenheit an. Sie wird zur Unkrautbekämpfung eingesetzt; ihre Zinken reißen oder verschütten aufgrund ihrer kreisenden, rührenden Bewegungen Unkrautkeimlinge- und jungpflänzchen, wohingegen die bereits stärker entwickelten Kulturpflanzen nicht nachhaltig geschädigt werden. Durch die leichte Konstruktion und die geringe Arbeitstiefe ist ein Striegel weitaus leichtzügiger als andere Eggenarten. Sie benötigt daher trotz ihrer meist größeren Arbeitsbreite nur leichte Pflegetraktoren als Zugmaschinen und erreicht dennoch große Flächenleistungen pro Stunde. Sie kann aufgrund ihrer geringen Arbeitstiefe auch kurz vor dem Auflaufen der Kultur eingesetzt werden.

### Wiesenegge oder Grünlandegge / Grünlandstriegel

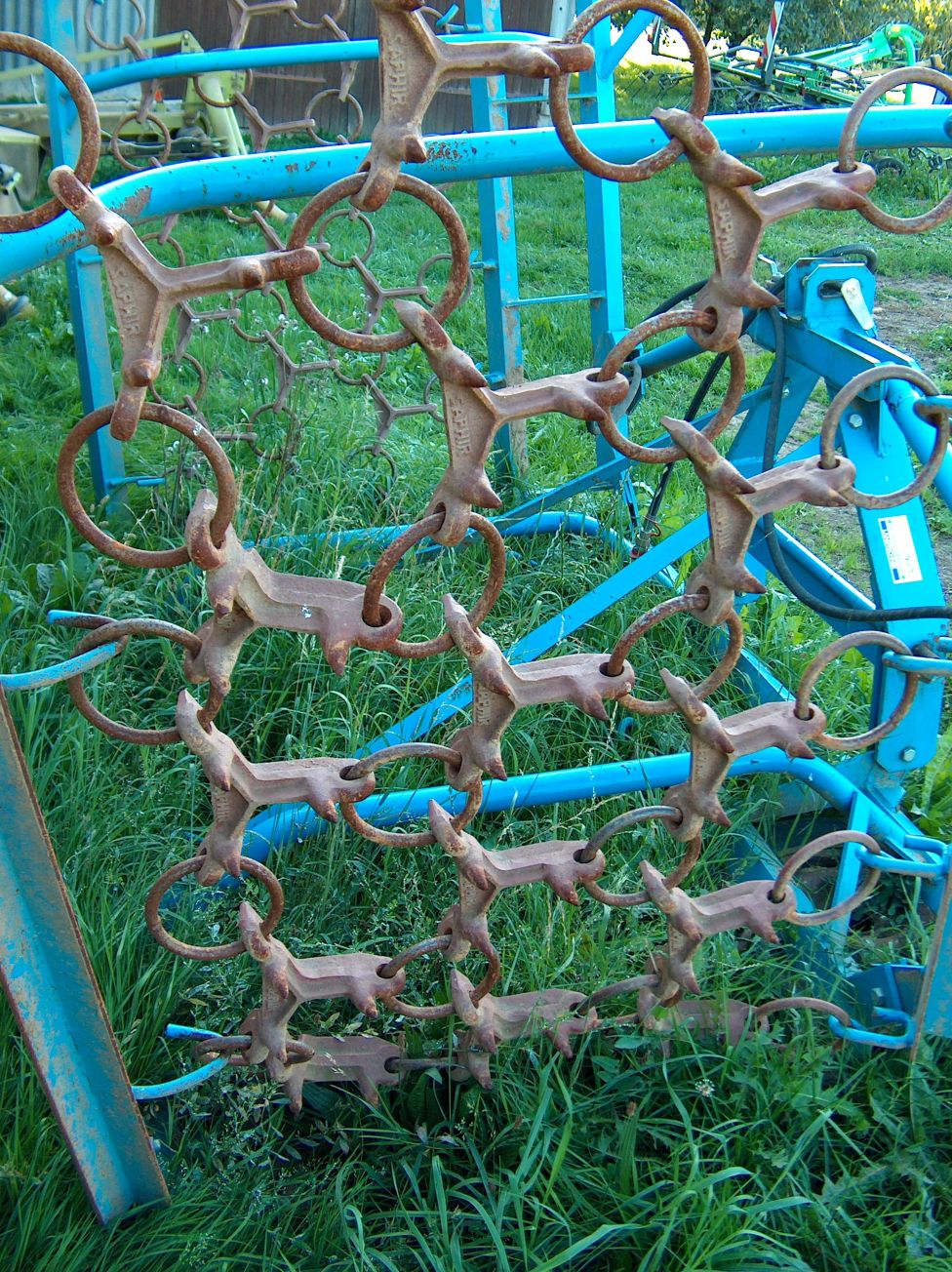
Wiesenegge, zusammengeklappt

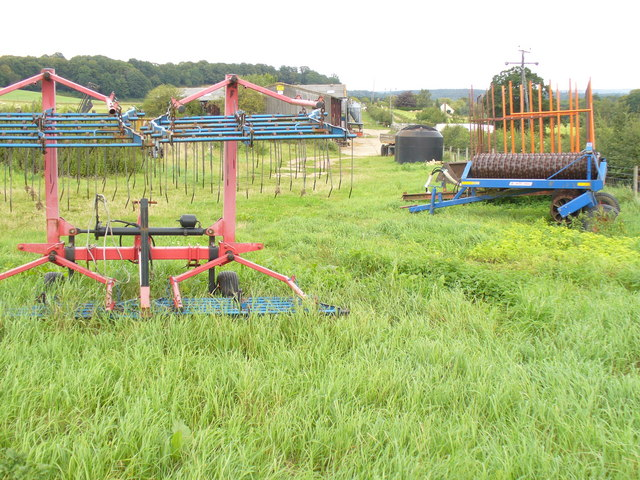
Links im Bild Striegel zur Unkrautbekämpfung

Bei der Wiesenegge handelt es sich um eine spezielle Egge für den Einsatz auf Wiesen. Sie dient dort dem Entfernen von Moos, dem Einebnen von Maulwurfshügeln oder dem gleichmäßigen Verteilen von Mist, Kuhdung oder Güllekrusten. Außerdem wird mit ihrem Einsatz die Grasnarbe verletzt und somit zum Wachsen angeregt.
Die Wiesenegge kann auch zum Einebnen von Trabrennbahnen, Reitplätzen oder einfach dem Einebnen von Erde verwendet werden.
Die Wiesenegge besteht aus einem Rahmen, in dem Stahlplatten mit kurzen Zinken an der Unterseite hängen.
Die moderne Art der Grünlandpflege wird mit einem Grünlandstriegel (mit und ohne Untersaatgerät) durchgeführt. Planierschienen ebnen dabei die Maulwurfshaufen und Kuhfladen ein, die Striegelzinken übernehmen die Verteilung des organischen Materials. Zusätzlich belüften sie die Grasnarbe, reißen Verfilzungen auf und schaffen durch Ausstriegeln von Unkraut Lücken, die mittels Nachsaat mit wertvollem Saatgut geschlossen werden. Grünlandpflege erhöht nicht nur den Ertrag und Nährwert, sie verringert auch den Unkrautdruck, weil die Entstehung von Lücken, wo Unkraut wachsen kann, verhindert wird. Als Option kann der Grünlandstriegel mit Anpresswalzen ausgerüstet werden.

### Kreiselegge

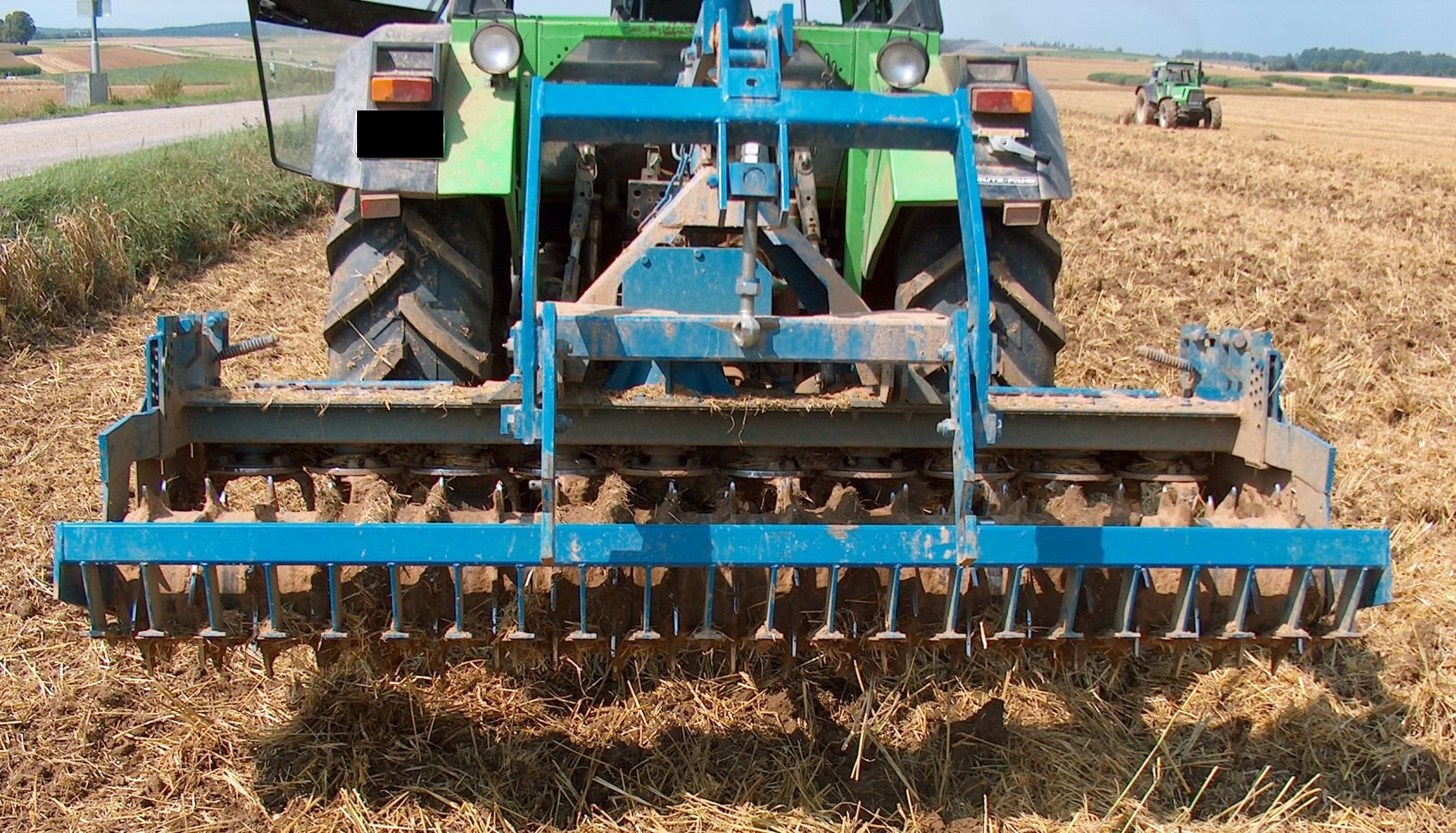
Kreiselegge

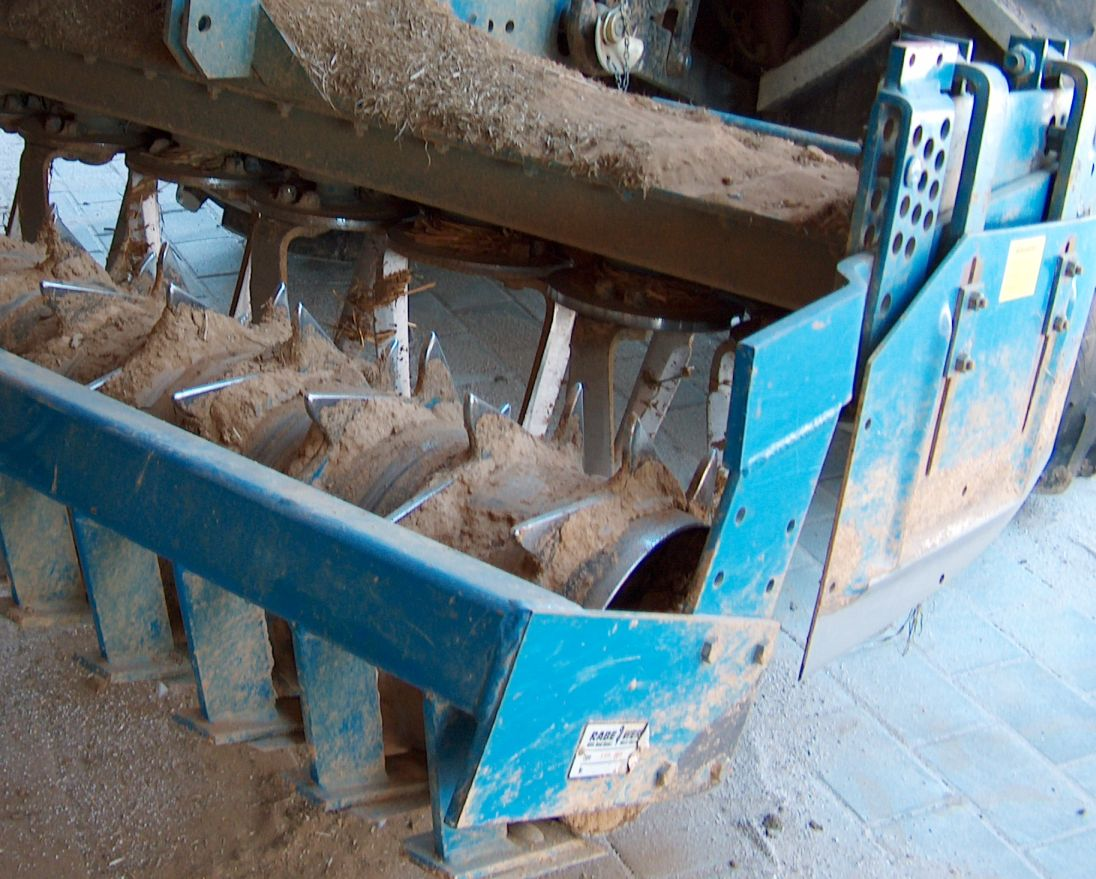
Kreiselegge, Zinken im Hintergrund und Nachläuferwalze im Vordergrund

Die Kreiselegge oder Rotoregge ist ein landwirtschaftliches Gerät zur Bodenbearbeitung, besonders zur Saatbettbereitung vor der Aussaat. Die Kreiselegge ist gewöhnlich im Dreipunktanbau mit einem Traktor verbunden, der das Gerät mit Hilfe einer Gelenkwelle antreibt. Die Gelenkwelle führt zu einem Winkelgetriebe, das wiederum je nach Arbeitsbreite eine Vielzahl von Kreiseln antreibt, die in Abständen von 25 cm oder auch 30 cm gleichmäßig in einer Reihe auf dem Werkzeugträger verteilt sind. Jeder Kreisel ist über eine vertikale Welle mit einem Zinkenpaar ausgerüstet, das an einem Zinkenhalter befestigt ist.
Die Zinken, auch Kreiselmesser genannt, haben eine Länge von zirka 25 cm und arbeiten in Abhängigkeit von der auszusäenden Fruchtart in unterschiedlicher Bodentiefe. Die Arbeitsgeschwindigkeit liegt bei 6 bis 10 km/h bei einer Drehzahl der Kreisel von etwa 350 bis 420/min.
Die Kreiselegge wird in Arbeitsbreiten von 2,0 m bis 4,5 m in starrer Bauart angeboten, wogegen die größeren Arbeitsbreiten (bis 8 m) für den Transport hydraulisch einklappbar sind.
Auf die Kreiselegge kann auch eine Drillmaschine aufgebaut werden, um den getrennten Sävorgang auf einen Arbeitsgang zu reduzieren, was eine Kosteneinsparung und Bodenschonung bedeutet.

#### Kreiselgrubber
Der Kreiselgrubber ist eine Variante der Kreiselegge, die sich von dieser dadurch unterscheidet, dass die Zinken nicht schleppend, sondern „auf Griff“ montiert sind. Die Kreisel sind in einem Abstand von zirka 30 cm angeordnet, wogegen die Mehrzahl der Kreiseleggen einen Kreiselabstand von 25 cm haben und damit intensiver auf gepflügtem Boden arbeiten. Kreiselgrubber mit „Zinken auf Griff“ werden vor allem zur Mulchsaat verwendet (ohne Pflug), um Stoppel und eventuell auch Stroh mit dem Boden zu vermischen. Die Zinkenspitzen der Kreiselegge weisen senkrecht nach unten. Die Zinken eines Kreiselgrubbers sind leicht gebogen. Die Säschare der Drillmaschine legen das Saatgut direkt in den gemulchten Boden ab. Wenn die Drillmaschine mit der Kreiselegge/Grubber verbunden ist, wird die Bodenbearbeitung und Aussaat in einem Arbeitsgang durchgeführt.

### Zinkenrotor(-egge)

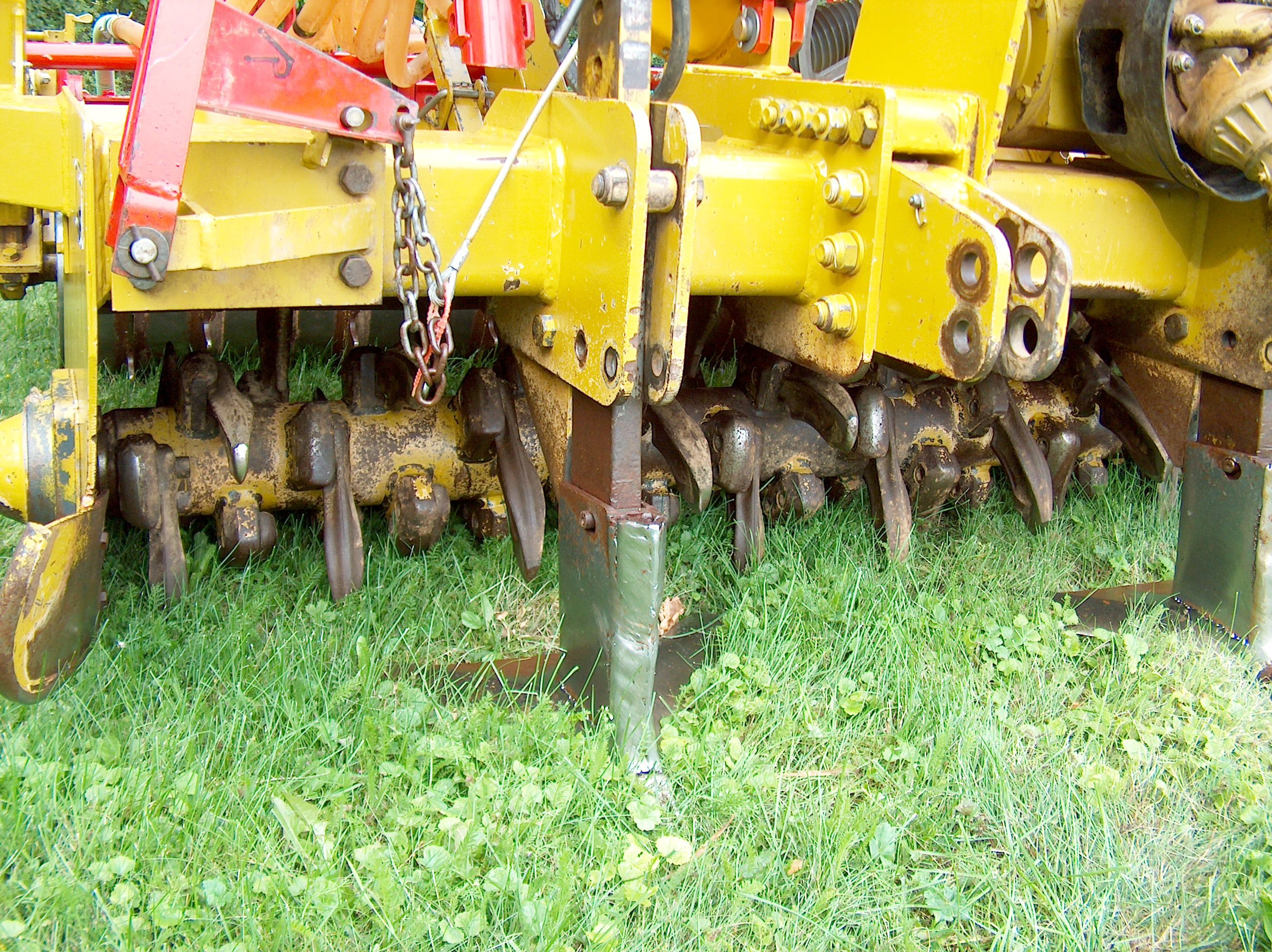
Zinkenrotoregge mit starren, vorgesetzten Flügelscharen

Bei einer Zinkenrotoregge sind die Zinken an einem Rotor angebracht, ähnlich einer Fräse. Die Zinkenrotoregge kann sowohl zur Bearbeitung von Stoppelfeldern als auch von bereits bearbeiteten Feldern verwendet werden. Da keine vorhergehende Bodenbearbeitung nötig ist, kann die Zinkenrotoregge zur bodenschonenden Bearbeitung verwendet werden. Es ist jedoch ein ausreichend motorisierter Traktor notwendig (mindestens 50 PS je Meter Arbeitsbreite).

### Rüttelegge

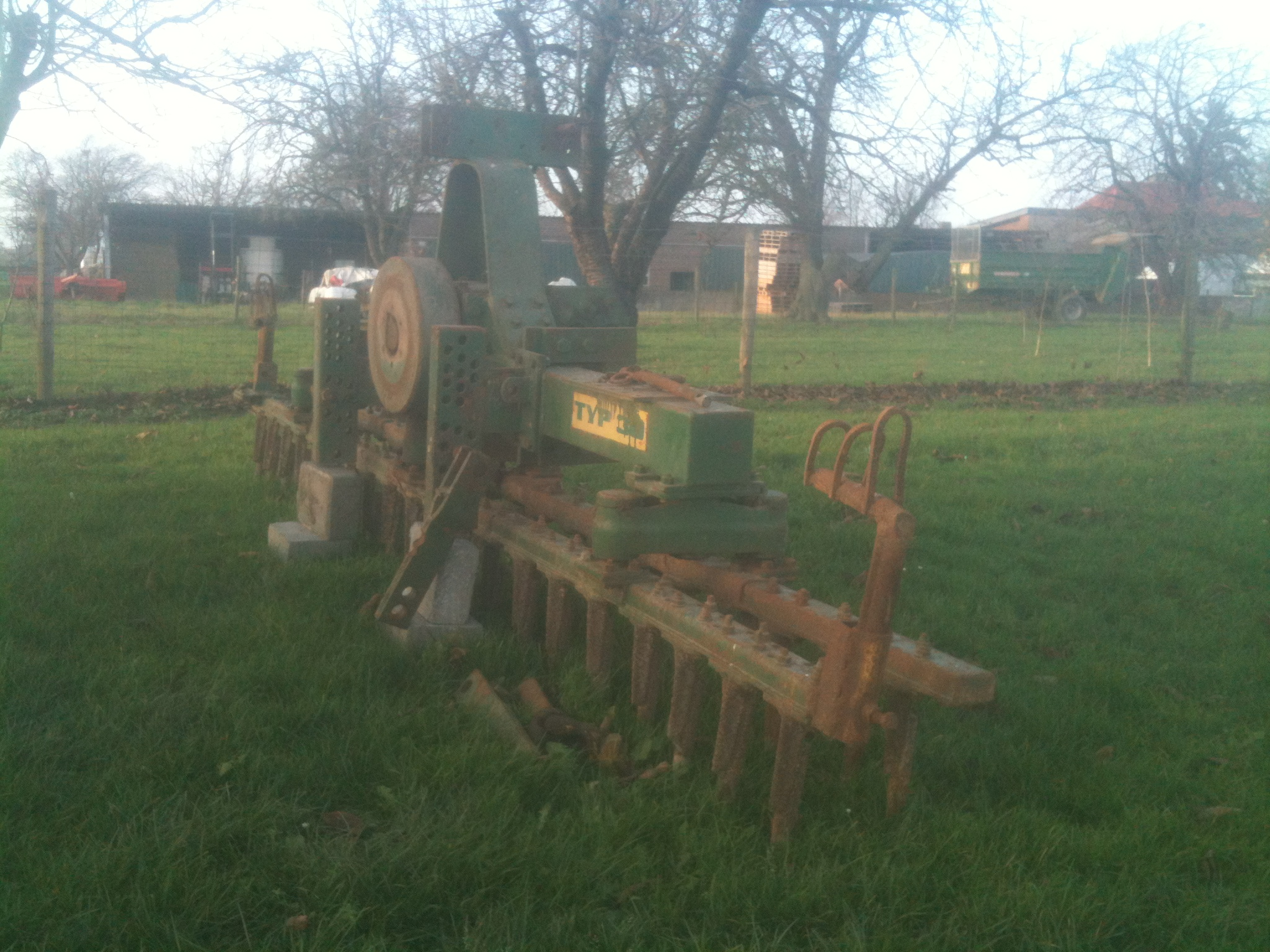
Rüttelegge

Die Rüttelegge besteht aus nur zwei parallelen, quer zur Arbeitsrichtung montierten Zinkenbalken mit starren, lotrechten Eggenzinken, ähnlich der Starrzinkenegge, wie im Bild oben. Durch einen oszillierenden Antrieb (Taumelantrieb = Taumelegge) werden die beiden Eggenbalken in gegenläufige, seitlich pendelnde Bewegung von etwa 10 cm gebracht, wodurch dieses Gerät eine krümelnde Wirkung ähnlich der Kreiselegge erzeugt. Rütteleggen sind wesentlich leichter als Kreiseleggen und eignen sich eher für leichtere Böden bzw. bei kleineren Erdschollen. Große, klebrige Schollen werden nur langsam gebrochen und sorgen für Erdanhäufungen vor dem Zinkenbalken und damit für Unebenheiten. Größere Arbeitstiefen führen oft zu seitlich aufgeworfenen, unerwünschten Erdwällen und können daher oftmals nicht angewendet werden.

### Scheibenegge / Telleregge

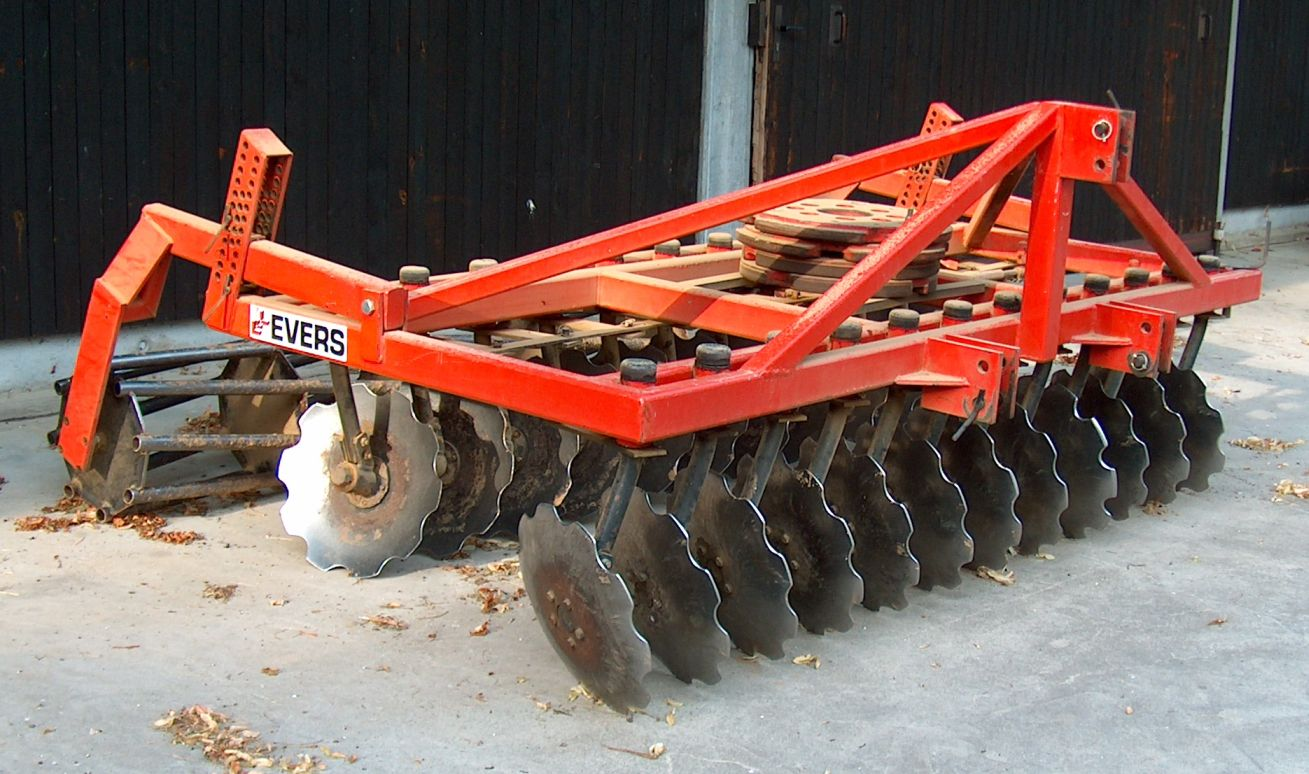
Zweireihige Kurzscheibenegge mit Stabwalze als Nachläufer

Die Scheibenegge (auch Telleregge genannt) besteht aus gewölbten Scheiben, die schräggestellt rotierend den Boden ähnlich dem Pflug aufschneiden und mischen. Meist arbeiten zwei gegenläufige Scheibenbalken – in vielen, aber nicht allen Fällen in der vorderen Reihe mit gezackten und in der hinteren Reihe mit glatten Scheiben versehen – zusammen, um den ganzen Bodenhorizont zu schneiden. Sie bietet den Vorteil, sogenanntes Ausfallgetreide (bei der Ernte aus dem Mähdrescher herausgefallene Körner) recht schnell zum Keimen zu bringen und so das Auflaufen zu beschleunigen.
"Klassische" Scheibeneggen haben alle Scheiben einer Reihe auf einer schräg gestellten Achse und bauen damit wesentlich länger als die heutzutage sehr beliebten Kurzscheibeneggen, deren Scheiben einzeln schräg gelagert sind und daher mit geringeren Baulängen auskommen. Kurzscheibeneggen können deswegen in der Dreipunkthydraulik des Schleppers angebaut werden, während klassische Scheibeneggen mit einem eigenen Fahrwerk ausgerüstet sind. Die Arbeitsgeschwindigkeit kann bei Scheibeneggen bis zu knapp 20 km/h betragen. Dabei kommt es neben der Zugkraft des zur Verfügung stehenden Traktors auch auf die Beschaffenheit des Bodens an, denn beispielsweise auf steinigen, schweren oder hängigen Böden muss die Fahrgeschwindigkeit angepasst werden.

#### Spatenrollegge / Flügelegge

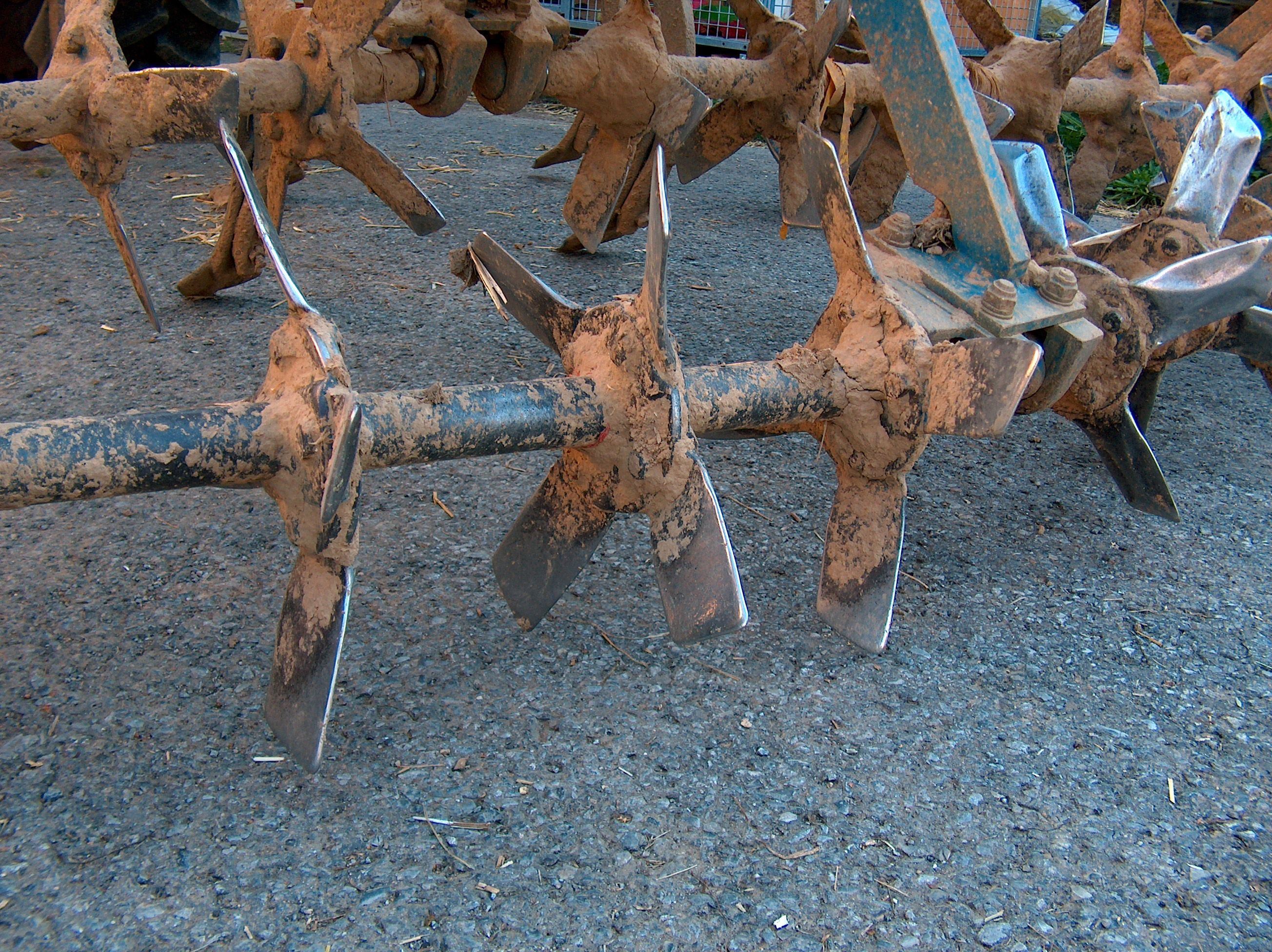
Spatenrollegge

Die in Finnland entwickelte Spatenrollegge (auch Flügelegge genannt) ist eine wesentlich leichtere Variante der Scheibenegge. Sie besitzt anstelle der Scheiben nur einzelne „Spaten“, quasi Scheibensegmente, die insbesondere für die Bodenbearbeitung im Stoppelbestand geeignet ist. Die Arbeitsgeschwindigkeit beträgt etwa 12 km/h.